# Mykwa w Opatowie
Mykwa w Opatowie – mykwa w Opatowie, w Polsce. Jest murowanym budynkiem parterowym, tynkowanym i malowanym na żółto. Jest nakryta dwuspadowym dachem. Powstała prawdopodobnie w XIX wieku.